# Dzień Solidarności z Polską
Dzień Solidarności z Polską (ang. International Solidarity Day) – szczególny dzień ogłoszony przez administrację Ronalda Reagana, jako dzień wsparcia demokratycznej opozycji w Polsce. 
Dzień ten wyznaczono na 30 stycznia 1982 roku, jako odzew na wprowadzenie stanu wojennego w Polsce 13 grudnia 1981 roku.
Tego dnia na całym świecie demonstrowano w obronie zdelegalizowanej „Solidarności”. 
Dnia następnego, 31 stycznia 1982 r. telewizje w wielu krajach oraz rozgłośnie radiowe Głos Ameryki, Radio Wolna Europa, Radio France Internationale wyemitowały wspólny program Żeby Polska była Polską.